# الحدباء (الرقة)
الحدباء قرية سورية تتبع ناحية مركز الرقة في منطقة مركز الرقة في محافظة الرقة. بلغ عدد سكانها 602 نسمة في عام 2004 حسب إحصاء المكتب المركزي للإحصاء.